# 新型コロナ対策・健康危機管理担当大臣
新型コロナ対策・健康危機管理担当大臣（しんがたコロナたいさく・けんこうききかんりたんとうだいじん）は、日本の国務大臣で、新型コロナウイルス感染症対策及び公衆衛生上の危機管理に関する施策を総合的に推進するために企画立案及び行政各部の所管する事務の調整を担当することを命じられた者の呼称。2021年10月4日の岸田内閣においては、担当範囲に「危機管理」を加え、新たに辞令により、経済再生担当大臣の山際大志郎が命じられた。山際大志郎の国務大臣辞職に伴い後任に、任命された後藤茂之についても同様に命じられた。

## 概説
前身の新型コロナウイルス感染症対策担当大臣は、2020年3月6日、内閣総理大臣の安倍晋三が新型インフルエンザ等対策特別措置法改正案の担当を兼務するよう西村康稔経済再生担当大臣に対し、口頭で指示した。
これに対し、岸田内閣においては、公衆衛生上の危機管理に関する施策を担当に加え、国務大臣として「新型コロナウイルス感染症対策及び公衆衛生上の危機管理に関する施策を総合的に推進するために企画立案及び行政各部の所管する事務の調整を担当させる」との発令が官報に掲載されており、辞令を用いたものである。同様に、ワクチン接種推進担当大臣を命じられた堀内詔子東京オリンピック・パラリンピック担当大臣の場合も「新型コロナウイルス感染症のワクチン接種を円滑に推進するために企画立案及び行政各部の所管する事務の調整を担当させる」との発令が官報に掲載されている。岸田内閣において新型コロナウイルス感染症対策に当たる閣僚としては、厚労相、ワクチン接種推進担当相、新型コロナウイルス感染症対策分科会などを担当する新型コロナ対策・健康危機管理担当相が任命されている。
2023年9月1日、内閣感染症危機管理統括庁が発足したことに伴い、感染症危機管理に関する施策を総合的に推進するために企画立案及び行政各部の所管する事務の調整担当（感染症危機管理担当相）に後藤茂之経済再生担当相が命じられ、「新型コロナウイルス感染症対策及び公衆衛生上の危機管理に関する施策を総合的に推進するために企画立案及び行政各部の所管する事務の調整担当を解く」と発令されたことから、新型コロナ対策・健康危機管理担当大臣は廃止された。

## 歴代大臣
| 代                                   | 氏名                                 | 氏名                                 | 内閣                                 | 内閣                                 | 在職期間                             | 党派                                 |
| 新型コロナ対策・健康危機管理担当大臣 | 新型コロナ対策・健康危機管理担当大臣 | 新型コロナ対策・健康危機管理担当大臣 | 新型コロナ対策・健康危機管理担当大臣 | 新型コロナ対策・健康危機管理担当大臣 | 新型コロナ対策・健康危機管理担当大臣 | 新型コロナ対策・健康危機管理担当大臣 |
| ------------------------------------ | ------------------------------------ | ------------------------------------ | ------------------------------------ | ------------------------------------ | ------------------------------------ | ------------------------------------ |
| 1                                    |                                      | 山際大志郎                           | 第1次岸田内閣                        | 第1次岸田内閣                        | 2021年10月4日 - 2021年11月4日        | 自由民主党                           |
| 1                                    | 第2次岸田内閣                        | 第2次岸田内閣                        | 2021年11月4日 - 2022年8月10日        |                                      |                                      | 自由民主党                           |
| 1                                    |                                      | 山際大志郎                           | 第1次改造内閣                        | 2022年8月10日 - 2022年10月24日       |                                      | 自由民主党                           |
| 2                                    |                                      | 後藤茂之                             | 第1次改造内閣                        | 2022年10月25日 - 2023年9月1日        |                                      | 自由民主党                           |